# Chiesa di San Tommaso di Canterbury (Roma)
La chiesa di San Tommaso di Canterbury è un luogo di culto cattolico del centro storico di Roma, situato nel rione Regola, in via Monserrato all'altezza di piazza Santa Caterina della Rota. È situata all'interno del Venerabile Collegio Inglese.

## Storia
Sono almeno tre le chiese che si sono susseguite nel corso dei secoli sul luogo medesimo dell'attuale edificio. La prima chiesa di cui si ha conoscenza è la chiesa della Santissima Trinità degli Scozzesi, che una tradizione non documentata attribuisce alla volontà di Offa, re di Mercia, nel 630. Essa è attestata, con annessi un monastero e un ospizio per i pellegrini d'Inghilterra, alla fine del XII secolo nel catalogo di Cencio Camerario al nº 56, con il titolo di sancte Trinitati Scottorum. Una bolla di papa Bonifacio VIII del 1299, che ne conferma una precedente di papa Innocenzo IV (1249), attribuisce la chiesa al monastero di San Gregorio al Celio.
L'istituzione dei Giubilei fu accompagnato dall'aumento del numero dei pellegrini d'oltremanica. Questo determinò la nascita di una societas pauperorum Anglorum (divenuta poi confraternita) e l'ampliamento dell'ospizio di via di Monserrato e dell'annessa chiesa, ricostruita nel 1363. Fu in questo periodo che all'antico titolo fu aggiunto quello di san Tommaso Becket, arcivescovo di Canterbury nel XII secolo. L'edificio subì un primo intervento di restauro e ampliamento nel 1450.
A partire da Enrico VII (1485-1509), era al sovrano inglese che spettava il compito di nominare il rettore della chiesa e dell'ospizio. Dopo lo scisma di Enrico VIII, papa Paolo III avocò alla chiesa di Roma tale diritto: nel 1538 fu nominato governatore della chiesa e degli annessi edifici il cardinale Reginald Pole.
Nel 1575, su iniziativa del cardinale William Allen, fu intrapresa un'opera di riedificazione della chiesa e dell'antico ospizio. Con una bolla di papa Gregorio XIII del 1º maggio 1579, l'ospizio fu mutato in collegio ecclesiastico per giovani studenti della nazione inglese: l'odierno Venerabile Collegio Inglese, affidato ai Gesuiti. Varie personalità del mondo anglosassone furono ospitate nel collegio, tra cui nel 1514 Thomas Cromwell, conte di Essex, nel 1534 il cardinale Reginald Pole, nel 1636 il poeta John Milton. Tra il 1581 e il 1584 Niccolò Circignani, detto il Pomarancio, sulle pareti della biblioteca sopra la chiesa affrescò storie di santi e martiri inglesi.
Nello Stato temporale delle chiese di Roma del 1661, l'edificio sacro è così descritto:
(Armellini, op. cit.)
Tra il 1680 e il 1685, il cardinale Thomas Howard fece ristrutturare la chiesa e il collegio: in questa occasione fu aggiunta la torre dell'orologio d'ispirazione borrominiana.
Con l'occupazione francese di Roma, il complesso fu trasformato in caserma. Solo nel 1818 ritornò all'antica destinazione d'uso, ma necessitava di un generale restauro. La chiesa fu oggetto di un intervento radicale: la prima pietra fu posta il 6 febbraio 1866 e il nuovo edificio fu riaperto al culto nel 1888. Alla direzione dei lavori si susseguirono tre architetti: Luigi Poletti, Pietro Camporese il Giovane e, dal 1873, Virginio Vespignani. Venne demolita l'abside quadrangolare, sostituita da una parete fondale piana, e fu realizzata una nuova facciata, in stile neomedioevale, su via di Monserrato. Due pale d'altare delle navate minori - una Immacolata e una Apparizione del Sacro Cuore ad Anna Maria Javouhey - sono state dipinte da Silverio Capparoni.

## Descrizione

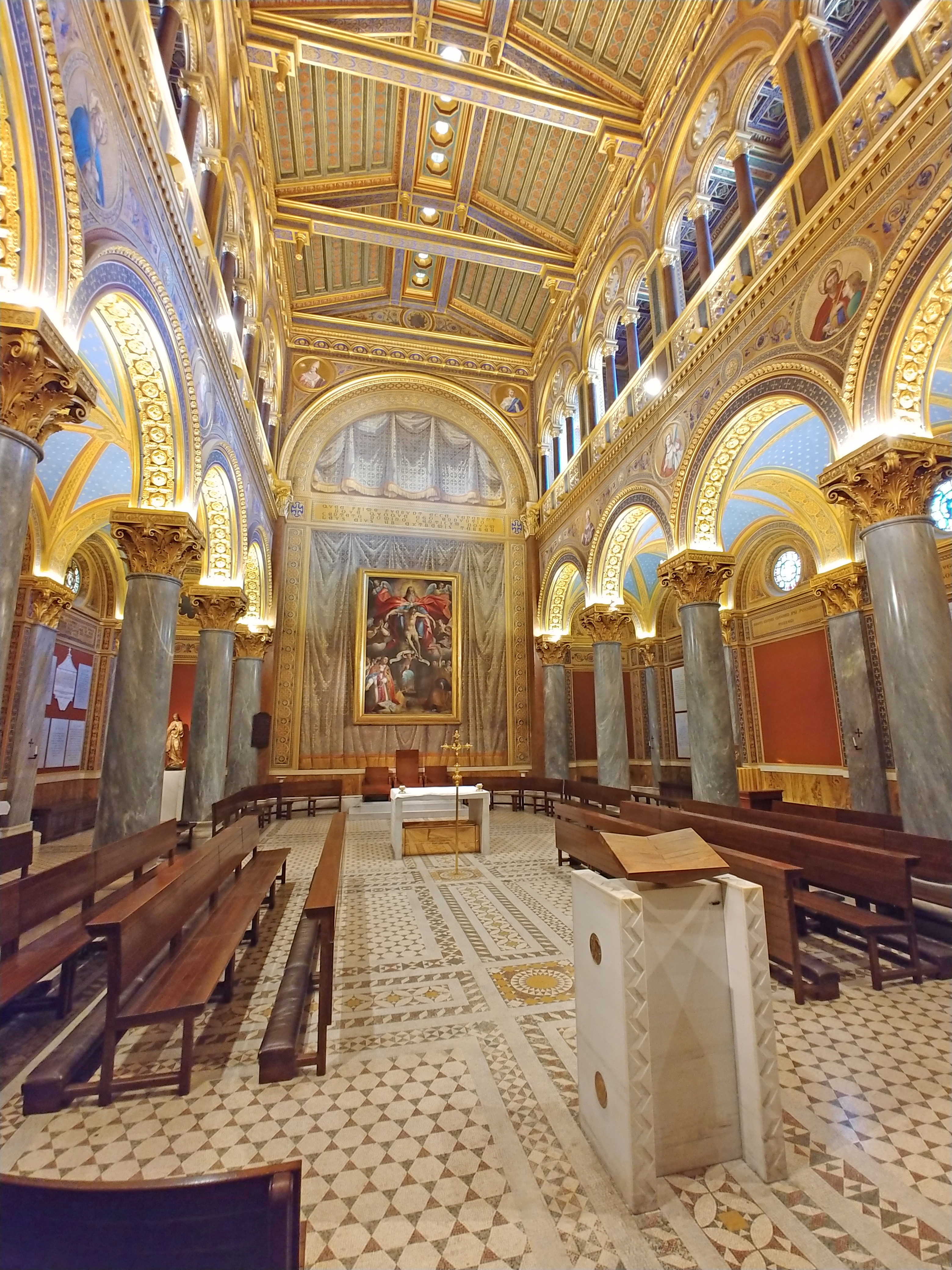
Interno

Su via di Monserrato insiste il muro perimetrale destro della chiesa, diviso in due sezioni da una serie di archetti pensili, realizzato su progetto di Pietro Camporese il Giovane. In esso si aprono: il portale laterale, in stile neoromanico; una trifora; una serie di oculi, che danno luce alla navata destra; e una di finestre, che illuminano il matroneo.
L'interno della chiesa è a tre navate, precedute da un endonartece, e con un matroneo, che corrisponde in parte all'antico locale adibito a biblioteca. Le pareti delle navate e del matroneo sono dipinte con pitture a tempera, realizzate prima del 1888, raffiguranti storie dell'Inghilterra cattolica. Lo stesso soggetto è espresso nelle vetrate degli oculi della navata destra; in 16 clipei sono inoltre raffigurati santi inglesi. Nel matroneo si ripetono le 34 storie dei santi e martiri inglesi del Pomarancio, andate perdute, ma ricordate da incisioni di Giovan Battista Cavalieri (1583).
Nella chiesa sono presenti alcune delle opere che ornavano la precedente chiesa cinquecentesca. Tra questi si ricordano:
- la pala dell'altare maggiore, raffigurante la Santissima Trinità con angeli e i santi Tommaso di Canterbury e Edmondo re di Durante Alberti (circa 1583);
- la lapide sepolcrale di John Weddisbury, priore di Worchester (1518);
- il monumento funebre di Thomas Dereham di Ferdinando Fuga e Filippo Della Valle (1739);
- il monumento funebre del cardinale Christopher Bainbridge, attribuito a Nicola Martini;
- nel matroneo, una tela del Cavalier d'Arpino raffigurante San Gregorio Magno; e un altorilievo in stucco raffigurante la Crocifissione di autore ignoto della seconda metà del Seicento.

Nel soffitto della cappella del Sodalizio di Nostra Signora, che si trova nel complesso del collegio inglese, vi è un affresco raffigurante l'Assunzione, attribuito ad Andrea Pozzo (1701).
Nella chiesa vi sono due organi a canne: sul matroneo in controfacciata si trova l'organo Tamburini opus 89, costruito nel 1925, dotato di 27 registri su due manuali e pedale con sistema multiplo; a pavimento, invece, è un organo a cassapanca realizzato da Kenneth Tickel nel 2007 (opus 61), con tre registri.